# Rudolf Wittmer
Rudolf Wittmer (* 21. August 1853; † 23. November 1940) war ein Marineoffizier der deutschen Kaiserlichen Marine, Kustos der Reichsmarinesammlung sowie Seefahrts- und Marineschriftsteller.

## Leben
Rudolf Wittmer trat am 2. Mai 1870 in die Kaiserliche Marine ein, war 1890 als Kapitänleutnant (Beförderung am 17. November 1885) Führer der 1. und 3. Kompanie der Matrosendivision und 1891 als Abteilungsoffizier bei der Schiffsjungenabteilung in Friedrichsort. Von Anfang September 1892 bis Ende Februar 1893 war er, nachdem er als Erster Offizier auf der Moltke gedient hatte, Kommandant des Transportdampfers Pelikan. Ende März 1894 kam er, ab 10. April 1893 Korvettenkapitän, als Erster Offizier auf die Mars, im Oktober 1894 kurz Kommandant der Natter und wurde Anfang August 1894 zum Kommandanten des Stammschiffs der Reserve-Division in Danzig ernannt. So führte er von Mitte Oktober 1894 bis Anfang Mai 1895 das Kommando über das Panzerkanonenboot Crocodil. Anschließend war er bis September 1896 Kommandant des Panzerkanonenbootes und neuen Stammschiffs der Reserve-Division in Danzig, der Mücke. Später kam er als Ausrüstungsdirektor an die Kaiserliche Werft Danzig. Hier erhielt er 1898 den „Oberstlieutenantsrang“.
Nach seiner aktiven Zeit in der Kaiserlichen Marine wirkte der Kapitän zur See a. D. Wittmer später ab Juli 1903 an der Friedrich-Wilhelms-Universität zu Berlin bei Ferdinand von Richthofen als Kustos der Reichsmarinesammlung und nach der am 5. März 1906 im Beisein von Kaiser Wilhelm II. erfolgten Museumseröffnung als Vorsteher der Reichsmarinesammlung und Verwalter der Abteilung für Schiffsbau bei Albrecht Penck am Institut und Museum für Meereskunde in Berlin. Rudolf Wittmer wirkte noch bis 1924 unter dem 1921 als Museumsdirektor berufenen Meereskundler Alfred Merz als Leiter der Reichsmarinesammlung. Seine Nachfolge übernahm 1924 der Konteradmiral a. D. Hermann Lorey.
Wittmer war u. a. Mitglied der Schiffbautechnischen Gesellschaft. Er liegt auf dem Kieler Nordfriedhof begraben.

## Orden und Ehrenzeichen
- 1906: Roter Adlerorden 3. Klasse
- 1913: Kronenorden 2. Klasse[17]

## Werke
- Große und Kleine Kreuzer. Meereskunde. Sammlung volkstümlicher Vorträge zum Verständnis der nationalen Bedeutung von Meer und Seewesen, 2, 8, Mittler, Berlin 1908 (Digitalisat)
- Die Torpedowaffe. Meereskunde. Sammlung volkstümlicher Vorträge zum Verständnis der nationalen Bedeutung von Meer und Seewesen, 3, 4, Mittler, Berlin 1909 (Digitalisat)
- Kriegsschiffsbesatzungen in Vergangenheit und Gegenwart. Meereskunde. Sammlung volkstümlicher Vorträge zum Verständnis der nationalen Bedeutung von Meer und Seewesen, 4, 6, Mittler, Berlin 1910 (Digitalisat)
- Die Zusammensetzung und Taktik der Schlachtflotten in Vergangenheit und Gegenwart. Meereskunde. Sammlung volkstümlicher Vorträge zum Verständnis der nationalen Bedeutung von Meer und Seewesen, 5, 8, Mittler, Berlin 1911 (Digitalisat)
- Deutschlands Taten zur See. Die deutsche Betätigung zur See von ihren Uranfängen bis zum Weltkrieg. Montanus, Siegen, Leipzig, Berlin 1915